# 構造主義言語学
構造主義言語学（こうぞうしゅぎげんごがく、英: structural linguistics）は、ネイティブ・アメリカンの言語を研究していくなかで生まれた、言語学における潮流のひとつである。「構造主義」と銘打たれるが、ソシュールに端を発するヨーロッパ構造主義とは別のアメリカ構造主義の枠組みに属する。

## 概説
文字すら存在しない全く未知の言語を記述するには、音の採取から始め、形態の整理、統語の記述、意味の記述という段階を経るのが一般的である。構造主義言語学はこの段階に沿い、始めに音韻論ありきで、音韻論が一通り整備された段階で形態論、次に統語論とステップアップしていく分析手法を取る。しかし、実際は統語情報が無いと形態論がうまく記述できないなど、ステップは必ずしも一方向的なものではないことが次第に明らかとなった。その結果、ついには形態論の段階から先へはなかなか進展できない事態が生じることとなった。
主に音韻論、形態論において、一定の影響がある。

## 著名な構造主義言語学者
- レナード・ブルームフィールド